# 友枝三郎
友枝 三郎（ともえだ さぶろう、1843年10月12日（天保14年9月19日） - 1917年（大正6年）5月26日）は、シテ方喜多流能楽師。
生涯熊本を拠点に活動したが、地元では同郷の「明治の三名人」櫻間伴馬と並び称される名手として知られた。また喜多流の古老として、若き宗家・14世喜多六平太を支えた一人である。友枝喜久夫は孫、友枝昭世は曾孫に当たる。

## 生涯

### 生い立ち
1843年（天保14年）、熊本城下新二丁目で幸流小鼓方の園田又三郎の三男として生を受ける。
当時熊本では、代々北岡神社に奉仕してきた喜多流能役者・友枝家を大夫とする本座、同じく藤崎八旛宮に奉仕する金春流能役者・櫻間家を大夫とする新座という、2つの能役者の集団が存在していた。両家は熊本藩主細川家のお抱え役者でもあり、両社での神事能を勤めるとともに、城中での能にもたびたび出演していた。そして三郎の父、又三郎は本座に所属する小鼓方であった。
6歳で、本座の元大夫・友枝仙吾に入門し以後シテ方としての稽古を受ける。8歳の頃、熊本では10日間の勧進能が催されたが、三郎は本座ただ一人の子方としてその役割を果たし、神童と評された。
10歳の時、実父・又三郎が病没。本来なら芸道を断念せねばならないところであったが、才能を惜しんだ師・仙吾の計らいで、仙吾の子の友枝家当主・源重の養子として迎えられる。のち、三郎は源重の一人娘・多喜子と結婚し、本座の大夫を嗣ぐこととなった。

### 江戸修業
1855年（安政2年）春、細川家の側用人・松井典礼に従い、修業のため13歳で江戸に上った。翌年冬にはいったん帰郷するものの、以後1857年春〜1859年春、1861年〜1868年と3度に渡り出府、喜多流12世宗家・喜多六平太能静の内弟子となって師事する。なお同じ頃、同郷で新座の大夫であった櫻間伴馬も、江戸に上って修業している。
三郎の江戸滞在中はまさに幕末の動乱期であったが、そのために他国からの門人が次々と江戸を去り、宗家からの稽古を受ける機会が増えるという幸運もあった。生活は苦しく、冬は寒さで眠れないために、一晩中あんかを抱いて謡を練習していた。またこの頃、他流である宝生流の謡も3年ほど学んだという。
1868年（明治元年）、江戸での修業を終えて熊本に帰国することとなる。この際、同門の親友だった津軽出身の紀淑真（喜真）が見送りを買って出たが、別れを惜しむうちになし崩しに同行し、最終的には大阪まで珍道中を繰り広げたという逸話がある。淑真とはのち、ともに14世六平太を助けて喜多流復興に尽力することとなる。

### 明治初期の困窮
熊本へ戻った三郎であったが、維新により藩からの扶持はなくなっており、糊口を凌ぐ術を探す。しかし塗師屋になろうとしてひどい漆負けを起こしたり、あるいは提灯張り、小菓子店などを営むものの、西南戦争により住居を焼かれるなど、生まれたばかりの子供や義母を抱え困窮の日々を送る。
その後、熊本鎮台会計部の小使を経て、最終的には五福小学校（現在の熊本市立五福小学校）の校番に落ち着き、以後65歳の1907年（明治40年）に至るまでこの職にあった。
この間にも能役者として活動を続け、特に友枝氏が代々勤めてきた北岡神社の神事能は、決して欠かすことがなかった。しかし、同郷・同年代の櫻間伴馬が1879年（明治12年）に上京して名声を得たのに対し、三郎は郷里を離れることはなかった。病気のために耳が悪く、また声が嗄れていたこと、加えて名利を度外視した恬淡とした性格が、その理由として挙げられている。

### 喜多六平太の輔導
一方その頃、東京では12世能静の死と維新期の混乱により、当主不在が続く喜多宗家が廃絶の危機にあった。また流儀の元老であった松田亀太郎も一時は渡し守で生計を立て、三郎の同門だった紀淑真も警察勤めの日々を送るなど、喜多流全体が不遇に喘いでいた。しかし能楽復興の流れの中、喜多流の門人たちも1879年（明治12年）、能静の外孫で当時7歳の千代造（1894年（明治27年）に六平太襲名）を14世宗家に立て、流儀の再興を図ることとなる。
六平太の稽古は当初、松田亀太郎、紀喜和（淑真の父）、喜多文十郎といった人々の手になっていたが、より本格的な稽古を、ということになった際、まず候補に挙がったのが、三郎であった。しかし三郎はこれを固辞し、先輩格に当たる福岡の梅津只円を推薦した。これにより只円は1892年（明治25年）上京する。
しかし三郎自身も1897年（明治30年）、松山で六平太が能を舞うこととなった際、同地まで出かけて、六平太に稽古をつけることとなった。六平太によると、三郎は周囲に人がいるうちは「結構です」としか言わず、六平太も「このぢいさん何をしてもほめるな」と不審に思っていたが、2人きりの稽古となると「いやしくも家元にならうとする人が、そんな芸でどうする」「家元といふものはそんな品の悪い芸を舞つてはいけません」と厳しく指導し、六平太を驚かせたという。
家元擁立の経緯から六平太は多くの師匠に教えを請うこととなり、その芸風・指導方針の違いに苦しんでいだ。のちに六平太はそれらを比較した結論として、三郎の「人が見てくれるとか、人に賞められるとか、さういふことを頭に置いてゐてはいけない、家元の芸といふものは、第一に正しく、真っすぐな芸といふことを心がけなくてはいけない」という言葉を引き、後進の稽古法としては、松田亀太郎・友枝三郎式の、自分の癖などを出さないように心がけ、あくまで流儀の正当な芸を教え込む、というやり方が最良である、と語っている。
この松山での対面以後六平太とは肝胆相照らす仲となり、幾度か上京して流儀を支えた。3年にわたり東京に滞在したこともあったが、最終的には熊本に戻り、能評家・坂元雪鳥などこれを惜しむ声も少なくなかった。

### 老境
三郎を広島に招こうという動きがあったのに対し、1908年（明治41年）秋、熊本の門下有志により喜友会が結成、三郎のために熊本市花畑町に舞台と住居を建て、以後そこが終生の住処となった。
晩年の三郎は、耳はほとんど聞こえず、目も半ば見えなかったが、能のことになると、わずかな間違いも見逃さず、また聞き逃さなかった。また能についての知識は比類なく、自流のことはもちろん、また他流の詞章、さらには囃子方、装束、作り物や小道具のことについても知らぬことがなく、まさに「生きた能楽大辞典」として尊敬を集めた。東京で三名人の称を得た伴馬も、郷里・熊本における名声では三郎に敵わなかったという。
1915年（大正4年）、大正天皇即位式に際して催された能（大典能）で、六平太が「羽衣」を舞うこととなった。これに際し六平太はこれまでの感謝の意味もこめて後見を三郎に依頼し、三郎もこれを承けて上京した。
この東京滞在中には、三郎による「鉢木」の演能も行われた。坂元雪鳥は朝日新聞紙上の能評で、「終始凛々たる気込は実に感心させられた」「ワキを喚止むる所、一散に破つて入る所など何とも言へぬ妙味があつた」「後シテの豪宕さも偉いものである」と賞賛し、またツレを勤めた後藤得三も、「実に素晴しいもので、いまでも瞼に残っている」と語っている。

### 雨月
1917年（大正6年）5月26日〜27日、三郎門下による「九州喜多流連合演能大会」が、友枝家の舞台で催されることとなった。大会の直前には、各地から弟子たちが友枝家に集まり、三郎の稽古を受けていた。前日25日にも三郎は、熱心に弟子たちを指導している。
26日、予定通りに大会の第1日目が執り行われ、能3番ののち、午後4時に三郎は仕舞で「雨月」を舞った。その芸は大変見事なものであり、舞い終えた三郎は、楽屋で地謡一同に礼を言ったのち、そのまま床についた。その様子がおかしいことに気付いた周囲が慌てて医者を呼んだが、三郎は既に意識を失っており、午後6時、多くの門人や家族に囲まれながら、そのまま眠るように死去した。死因は脳溢血。75歳。
かねてより三郎は生涯舞台に立ち続ける決意を語っており、まさにそれを体現する「華やかにロマンチツクな」大往生であった。また喜多流の後輩である後藤得三も、「最後の一番の仕舞を会心の舞台として一生の幕を閉じられたことは、芸術家としてこれ以上の幸福はないともいえよう」と評している。

## 芸風
後藤得三は晩年の謡い振りについて、「それは決して朗々たる美音でもなければ、豪快な溜飲のさがるようなものでもなかった。生来（？）声量の乏しい人であったようだが、どこか骨太の感じのする地味な確りした謡で、こういうのが喜多流の謡でなかろうか」とし、「ああこれをわれわれはお手本にしなければ不可ない」と決意したという。
また坂元雪鳥は前述の能評で「時によりては六平太氏などより型が多いと思ふ所がある程で」と記し、「此人の若い盛りの能は嘸派手なキビキビした芸であつただらう」と評している。
一方東京で「満仲」を演じた際には「劇的に成り過ぎはしないか」という批判もあったとされるが、これに対して三郎の自伝をまとめた内柴柴柵は、三郎が「井筒」「野宮」といった幽玄味の強い曲ではそれに見合った技倆を見せていたことを挙げ、その舞台は曲ごとの趣を十分に発揮する「その能を其の通りに」とでも言うべきものだったと反論している。
その芸は、本座・新座間の伝統的な対立意識もあり、同郷の櫻間伴馬とたびたび比較された。新座の小鼓方であった上田小三郎は「伴馬さんの立たれる時の眼眸は据ゑて居られる。三郎さんの眼眸は据わつて居る」と評し、これは三郎の芸域が伴馬のそれに勝っているものとして伝えられた。また地元では「動」の芸風で成功を収めた伴馬に対し、三郎は「静」で成功したとの評が一般だったという。もっとも当人同士の関係は、伴馬の子の弓川によれば極めて良好だった。

## 人物
几帳面な性格で、時に家庭でも癇癪を起こすこともあったが、なんといっても芸に関しては口やかましく、何事も略することを嫌った。同郷で本座付の狂言方だった小早川精太郎はたびたび三郎に叱られたと語るが、しかしその叱責は常に親切心から来るものだったという。また宗家・六平太から見れば師匠番という立場でありながら、上京の際には「お家元へ伺うのに着流では無礼だから」と、必ず汽車の中で袴を着けてから会いに行くなど、古武士然とした礼節の人であった。
一方、およそ金銭・名誉といったものに対しては、全くといっていいほど関心を示さなかった。ある時柳川での能に招かれ金一封を謝礼として受け取ったが、帰り道に三柱神社に詣でるとちょうど営繕のための寄付を呼びかけていたので、まるまる封をしたままの謝礼を寄付してしまい、結果熊本に帰れなくなって難儀した、という逸話はその性格の一端を示すものであり、またこの類の逸話は他にも多数あったという。この恬淡とした性格が、ついに三郎をして「不遇の名人」に終わらせた一因となったとも指摘される。

## 子孫
長男・友枝為城、四男・友枝敏樹は三郎の跡を継いで能楽師として活躍した。為城は当初広島・大阪などで活動したが、のち父と同じく熊本に活動の拠点を置いた。敏樹はやはり熊本で活動したが、1942年（昭和17年）に突如として割腹自殺を遂げている。為城の子が友枝喜久夫であり、その子が人間国宝に認定された友枝昭世である。